# Apenini
Apenini su planinski lanac dug otprilike 1200 km koji se proteže na istočnoj obali Italije, od sjevera do juga polutoka. Apeninski poluotok je i dobio ime prema planinskom lancu. Lanac se može podijeliti na tri dijela: sjeverni Apenini, središnji Apenini i južni Apenini. Najviši vrh lanca je Corno Grande (2,912 m).